# براندون آدرلی
براندون آدرلی (انگلیسی: Brandon Adderley؛ زادهٔ ۲ ژانویهٔ ۲۰۰۲) بازیکن فوتبال اهل باهاما است که در پست مهاجم برای دیناموس اف سی بازی می‌کند.
وی در تیم ملی فوتبال باهاما بازی کرده است.